# Jasmina Douieb
Jasmina Douieb (Bruselas, 9 de mayo de 1973) es una actriz, escritora y directora de teatro belga.

## Biografía
Nacida en Bélgica, su padre es marroquí y su madre belga. Estudió filología románica y se especializó en literatura española en la Universidad Libre de Bruselas. Más tarde ingresó en el Real Conservatorio de Bruselas donde ganó un primer premio en arte dramático en 1999.
En 1998, participó en la Ligue d'improvisation, luego puso en escena Cyrano de Bergerac de Edmond Rostand en el Château du Karreveld en 2001 .
En 2005 creó su propia compañía de teatro, Compagnie Entre Chiens et Loups con la que desarrolla una parte importante de su trabajo como actriz y directora. También es profesora desde hace más de una década en el Conservatorio de Mons, en el INSAS y en el IAD.
En 2018 Moutoufs, una escritura colectiva y polifónica sobre el tema de la identidad obtuvo el premio a la mejor dirección.
En 2021 es artista asociada del  Théâtre Jean Vilar y del Théâtre Varia.
En 2021 escribe, dirige e interpreta la obra de teatro "Post Mortem".

## Teatro

### Actriz
- 1998 : Le Sommeil de la raison de Michel de Ghelderode, dirección de Jean-Paul Humpers, La Montagne magique
- 1999 : Un riche, trois pauvres de Louis Calaferte, dirección de Christian Labeau, La Samaritaine
- 2000 : Chaos debout de Véronique Olmi, dirección de Michel Kacenelenbogen, Théâtre Le Public
- 2000 : El sueño de una noche de verano  de William Shakespeare, dirección de Bruno Bulté, château du Karreveld
- 2001 : George Dandin de Molière, dirección de Claude Enuset, XL-Théâtre
- 2002 : Le Jeu de l'amour et du hasard de Beaumarchais, dirección de Xavier Percy, Théâtre de Namur
- 2002 : Un cas intéressant de Dino Buzzati, dirección de Daniel Scahaise, Théâtre de la Place des Martyr
- 2002 : El burgués gentilhombre de Molière, dirección de Christine Hanssens, château du Karreveld
- 2003 : Les Jumeaux vénitiens de Carlo Goldoni, dirección de Carlo Boso, Théâtre Le Public
- 2003 : Un sombrero de paja de Italia d'Eugène Labiche, dirección de Bernard Lefrancq, Théâtre royal des Galeries
- 2003 : Une envie de tuer sur le bout de la langue de Xavier Durringer, dirección de Georges Lini, XL-Théâtre
- 2003 : La vida es sueño de Pedro Calderón de la Barca, dirección de Luca Franceschi, Maison de la Culture de Namur
- 2003 : L'Amuse-gueule de Gérard Lauzier, dirección de Martine Willequet, Théâtre royal des Galeries
- 2003 : Les Sept Jours de Simon Labrosse de Carole Fréchette, dirección de Martine Willequet, La Samaritaine
- 2004 : Hot House d'Harold Pinter, dirección de Stéphane Fenocchi, Zone Urbaine Théâtre
- 2005 : Don Quijote de la Mancha de Miguel de Cervantes, dirección de Jean-Claude Idée, Théâtre royal du Parc
- 2005 : Yvonne, princesse de Bourgogne de Witold Gombrowicz, dirección de Philippe Vauchel, Théâtre de verdure de Bruxelles
- 2006 : La Double Inconstance de Marivaux, dirección de Jean-Claude Idée, Théâtre royal du Parc
- 2006 : Juliette à la foire de Micheline Parent, dirección de Georges Lini, Zone Urbaine Théâtre
- 2006 : Une pucelle pour un gorille de Fernando Arrabal, dirección de Olivier Massart, Festival de Spa
- 2007 : Incendies de Wajdi Mouawad, dirección de Georges Lini, Zone Urbaine Théâtre
- 2008 : Marcia Hesse, de Fabrice Melquiot, dirección de Georges Lini, Zone Urbaine Théâtre
- 2010 : L'Ombre de Evgueni Swartz, dirección de Jasmina Douieb, Théâtre Le Public
- 2011 : Laison pornographique, de Philippe Blasband, dirección de Daniel Hanssens, La Comédie de Bruxelles
- 2011 : Le Tour du monde en quatre-vingts jours de Thierry Janssen, d'après Jules Verne, dirección de Thierry Debroux, Théâtre royal du Parc

### Directora
- 2001 : Cyrano de Bergerac d'Edmond Rostand, château du Karreveld
- 2003 : Bal-trap de Xavier Durringer, Festival de Spa
- 2005 : La Princesse Maleine de Maurice Maeterlinck, Zone Urbaine Théâtre
- 2006 : Révolution de Stanislas Cotton, Théâtre de la Balsamine
- 2008 : Littoral de Wajdi Mouawad, Théâtre Varia
- 2008 : Je m'appelle Rachel Corrie d'après Rachel Corrie, Théâtre de Poche
- 2009 : Le Cercle de craie caucasien de Bertolt Brecht, Atelier 210
- 2009 : Terril Apache de Thierry Debroux, Le Manège•Mons
- 2010 : La Défonce de Pascal Chevarie, Atelier 210
- 2010 : L'Ombre d'Evgueni Schwarz, Théâtre de Namur
- 2012 : Himmelweg de Juan Mayorga, Halles de Schaerbeek (avec Ana Rodriguez)
- 2012 : L'Eveil du printemps de Frank Wedekind, Théâtre Le Public
- 2012: Mademoiselle Julie, d’August Strindberg, Théâtre royal du Parc
- 2013: Le Mouton et la Baleine, de Ahmed Ghazali, Théâtre Océan Nord et Atelier 210
- 2013: Le Mystère Sherlock Holmes, de Thierry Jansen, Théâtre royal du Parc
- 2014: Alice au pays des merveilles, de Jasmina Douieb et Thierry Jansen, Théâtre royal du Parc
- 2015: Fantômas, de Thierry Jansen, Théâtre royal du Parc
- 2016: Chaplin, de Jasmina Douieb et Thierry Jansen, Théâtre royal du Parc
- 2017: Taking care of baby, de Dennis Kelly, Théâtre Océan Nord et Atelier 210
- 2018: Moutoufs, du Kholektif Zouf, Théâtre Le Public
- 2019 : L'abattage rituel de Gorge Mastromas de Dennis Kelly, Théâtre de Poche,[4][5]
- 2019 : Borders (enlace roto disponible en Internet Archive; véase el historial, la primera versión y la última). de Henry Naylor, Théâtre Le Public
- 2021 : Kosmos. Avec Lara Hubinont

## Filmografía
- 1997 : Le Signaleur de Benoît Mariage
- 1999 : Fatman Show de Pierre Stine
- 2000 : La Porte entr'ouverte de Marc Goldstein
- 2004 : François le célibataire et ses amis formidables d'Ivan Goldschmidt
- 2008 : Coquelicots de Philippe Blasband
- 2012 : Torpedo de Matthieu Donck : la vendeuse d'accueil
- 2016 : La Trêve : la psy
- 2018 : La Trêve 2 : Jasmina Orban, la psy
- 2022 : L'employée du mois de Véronique Jadin

## Premios y reconocimientos
- Premio de la Crítica en 2008 por su producción de Littoral de Wajdi Mouawad, en el Teatro Varia
- Premio de la Crítica en 2018 por su producción de "Moutoufs" de Kholektif Zouf[6]
- Premio de interpretación por el personaje de Inés en la película L'employée du mois  de Véronique Jadin en el Festival Internacional de la Comedia de Lieja (2022).[7]